# Bladgölen, Östergötland
Bladgölen är en sjö i Motala kommun i Östergötland och ingår i Motala ströms huvudavrinningsområde. Sjöns area är 0,01 kvadratkilometer och den är belägen 104 meter över havet.